# 東京芸術大学の人物一覧
東京芸術大学の人物一覧は、東京芸術大学（東京美術学校、東京音楽学校）に関係する人物の一覧記事。

## 著名教官

### 現職教員

#### 美術学部
- 中村政人 - 絵画科教授
- 北郷悟 - 彫刻科教授
- ヨコミゾマコト - 建築科教授（建築家）、日本建築学会賞作品賞
- 金田充弘 - 建築科准教授（構造家）、松井源吾賞
- 藤村龍至 - 建築科准教授（建築家）
- 中山英之 - 建築科准教授（建築家）
- 河北秀也 - デザイン科教授
- 松下計 - デザイン科准教授
- 藤崎圭一郎 - デザイン科教授
- 橋本和幸 - デザイン科教授・学部長
- Sputniko! - デザイン科准教授
- 後藤仁 - デザイン科非常勤講師（日本画家、絵本画家、金唐革紙製作技術保持者）
- 伊藤俊治 - 先端芸術表現科教授
- 佐藤時啓 - 先端芸術表現科教授
- 古川聖 - 先端芸術表現科准教授（音楽家、作曲家）
- 日比野克彦 - 先端芸術表現科教授・学長
- 小谷元彦 - 先端芸術表現科教授
- 布施英利 - 芸術学科教授（美術解剖学）

#### 音楽学部
- 野田暉行 - 作曲科元教授・名誉教授（作曲家）
- 小鍛冶邦隆 - 作曲科元教授（作曲家・指揮者）
- 安良岡章夫 - 作曲科元教授（作曲家）
- 林達也 - 作曲科教授（作曲家・ピアニスト）
- 鈴木純明 - 作曲科教授（作曲家）
- 伊藤弘之 - 作曲家非常勤講師（作曲家）
- 金子仁美 - 作曲科准教授（作曲家）
- 西村朗 - 作曲科元非常勤講師（作曲家）
- 永井和子 - 声楽科元教授（声楽家・メゾソプラノ）
- 吉田浩之 - 声楽科教授（声楽家・テノール）
- 福島明也 - 声楽科元教授（声楽家・バリトン）
- 市原多朗 - 声楽科元講師（声楽家・テノール）
- 福井敬 - 声楽科講師（声楽家・テノール）
- ローラン・テシュネ - ソルフェージュ研究分野元准教授
- 青柳晋 - 器楽科教授（ピアノ）
- 有森博 - 器楽科教授（ピアノ）
- 伊藤恵 - 器楽科教授（ピアノ）
- 漆原朝子 - 器楽科教授（ヴァイオリン）
- 玉井菜採 - 器楽科教授（ヴァイオリン）
- 高木綾子 - 器楽科准教授（フルート）
- 須川展也 - 器楽科招聘教授（サックス）
- 栃本浩規 - 器楽科教授（トランペット）
- 松原勝也 - 室内楽科教授（ヴァイオリン）
- 大塚直哉 - 古楽科教授（チェンバロ）・理事
- 高関健 - 指揮科客員教授
- 山下一史 - 指揮科教授
- 大角欣矢 - 楽理科教授
- 大熊崇子 - オペラ研究部非常勤講師
- 藤原道山 - 邦楽科准教授（尺八）・副学長
- 熊倉純子 - 音楽環境創造科教授
- 毛利嘉孝 - 音楽環境創造科教授
- 後藤英 - 音楽環境創造科教授
- 田村文生 - 音楽環境創造科教授

#### 大学院映像研究科
- 岡本美津子 - 副学長、大学院映像研究科教授
- 黒沢清 - 大学院映像研究科教授
- 藤幡正樹 - 大学院映像研究科元教授
- 筒井ともみ -大学院映像研究科教授
- 佐藤雅彦 - 大学院映像研究科教授
- 筒井武文 - 大学院映像研究科教授
- 磯見俊裕 - 大学院映像研究科教授
- 柳島克己 - 大学院映像研究科教授
- 桝井省志 - 大学院映像研究科教授
- 桂英史 - 大学院映像研究科教授
- 畠山直哉 - 大学院映像研究科教授
- 高山明 - 大学院映像研究科教授
- 桐山孝司 - 大学院映像研究科長

## 元著名教官

### 美術学部（東京美術学校時代を含む）
- 浅井忠 - 洋画家
- 石橋犀水 - 書道教育家、二松学舎大学名誉教授
- 岩橋英遠 - 日本画家
- 梅原龍三郎 - 洋画家、名誉教授
- 岡倉天心 - 第2代校長
- 狩野友信 - 日本画家
- 岡田三郎助 - 洋画家
- 堅山南風 - 日本画家
- 香取秀真 - 工芸作家
- 加山又造 - 日本画家
- 川合玉堂 - 日本画家
- 寺崎広業 - 日本画家
- 川端玉章 - 日本画家、川端画学校創設者
- 工藤甲人 - 日本画家、名誉教授
- 黒田清輝 - 洋画家
- 小磯良平 - 洋画家
- 小林古径 - 日本画家
- 下村観山 - 日本画家
- 高村光雲 - 彫刻家
- 朝倉文夫 彫刻家
- 津田信夫 - 工芸作家
- 野見山暁治 - 洋画家、名誉教授
- 濱尾新 - 初代校長、文部大臣、東京大学第3代・第8代総長
- 藤島武二 - 洋画家
- 舟越保武 - 彫刻家
- 細川宗英 - 彫刻家
- 新納忠之介 - 彫刻家、美術院第二部初代主事
- 西村公朝 - 仏像彫刻家、名誉教授、同大学院保存修復彫刻研究室初代主任
- 籔内佐斗司 - 彫刻家、同大学院保存修復彫刻研究室前主任
- 前田青邨 - 日本画家
- 正木直彦 - 4代目校長
- 松岡映丘 - 日本画家
- 松田権六 - 工芸作家
- 三木成夫 - 美術解剖学、生命形態学（解剖学者）
- 西江雅之 - 文化人類学
- 本山白雲 - 彫塑家
- 安井曽太郎 - 洋画家
- 安田靫彦 - 日本画家
- 淀井敏夫 - 彫刻家
- 吉田五十八 - 建築家
- 吉村順三 - 建築家
- 岡田信一郎 - 建築家
- 水谷武彦 - 建築家
- 清家清 - 建築家
- 山本学治 - 建築家
- 天野太郎 - 建築家
- 平山郁夫 - 日本画家、東京藝術大学学長
- 後藤純男 - 日本画家
- 脇田和 - 洋画家
- 和田三造 - 洋画家
- 六角鬼丈 - 建築家、名誉教授
- 絹谷幸二 - 洋画家
- 佐藤一郎 - 絵画科教授（油画技法材料研究室）

#### 終戦直後の日本画科教員
- 安田靫彦 - 日本画科学科長
- 山本丘人
- 小林古径
- 奥村土牛
- 前田青邨

#### 終戦直後の日本画科学生
- 小泉淳作

### 音楽学部（東京音楽学校時代を含む）
- 安藤幸 - 講師、東京音楽学校時代の教授（ヴァイオリン）
- 安藤政輝 - 邦楽科教授（生田流箏曲）
- 井口秋子 - 教授（ピアノ）
- 井口基成 - 東京音楽学校時代の教授（ピアノ）
- 池田弘子 - 講師
- 池内友次郎 - 作曲科教授
- 石桁真礼生 - 作曲科教授、元音楽学部長
- 市村作知雄 - 音楽環境創造科准教授（東京国際演劇祭ディレクター）
- 伊藤武雄 - 助教授（声楽）
- 伊福部昭 - 東京音楽学校時代の作曲科講師
- 今井慶松 - 東京音楽学校時代の教授（箏曲、作曲）
- パウル・ヴァインガルテン - 東京音楽学校時代の傭外国人教師（ピアノ）
- 上真行 - 東京音楽学校時代の教授（唱歌、和声、教授法）
- ハインリヒ・ヴェルクマイスター - 東京音楽学校時代の外国人講師（チェロ、作曲、和声学）
- 兎束龍夫 - 弦楽科主任教授、管弦学研究部部長（ヴァイオリン）
- ヘルマン・ヴーハープフェニッヒ - 東京音楽学校時代の傭外国人教師（独唱歌）
- 瓜生繁子 - 東京音楽学校時代の教授（ピアノ）
- 海野義雄 - 教授（ヴァイオリニスト）
- 遠藤雅古 - 指揮科助教授
- 多梅稚 - 東京音楽学校時代の教授（唱歌）
- 岡野貞一 - 東京音楽学校時代の教授（唱歌）
- 奥好義 - 東京音楽学校時代の講師（唱歌、作曲）
- 小倉末 - 東京音楽学校時代の教授（ピアノ）
- 勝部太 - 声楽科講師（声楽家・バリトン）
- 金子登 - 教授（指揮）
- 上参郷祐康 - 教授（邦楽・日本音楽史）、元副学長
- 川上洋司 - 声楽科准教授（声楽家・テノール）
- 川本嘉子 - 非常勤講師（ヴィオリスト）
- 観世左近 - 東京音楽学校時代の邦楽科教授、能楽師
- 神戸絢 - 東京音楽学校時代の教授（ピアノ）
- 城多又兵衛 - 教授（声楽）
- 北爪利世 - 東京音楽学校時代の助教授（クラリネット）
- 木下保 - 東京音楽学校時代の教授（唱歌）
- 楠美恩三郎 - 東京音楽学校時代の教授（オルガン）
- 久野久 - 東京音楽学校時代の教授。日本初のピアニスト
- マンフレート・グルリット - 東京音楽学校時代の外国人講師（作曲）
- クロイツァー豊子 - 講師（ピアノ）
- レオニード・クロイツァー - 東京音楽学校時代の外国人講師（ピアノ）
- グスタフ・クローン - 東京音楽学校時代の外国人教師（ヴァイオリン）
- 黒木岩寿 - 管弦楽研究部非常勤講師
- ラファエル・フォン・ケーベル - 東京音楽学校時代の講師（ピアノ、音楽史）
- 呉泰次郎 - 東京音楽学校時代の分教場教務嘱託（作曲）
- 幸田延 - 東京音楽学校時代の教授（ピアノ、ヴァイオリン）
- 小林研一郎 - 指揮科教授（指揮者）
- レオニード・コハンスキ - 東京音楽学校時代の傭外国人教師（ピアノ）
- 小山作之助 - 東京音楽学校時代の教授（唱歌）
- 酒井弘 - 助教授（声楽）
- 澤和樹 - 元学長（ヴァイオリン）
- 澤崎定之 - 東京音楽学校時代の教授（唱歌）
- 柴田睦陸 - 教授（声楽）
- 島崎赤太郎 - 東京音楽学校時代の教授（オルガン）
- 下総皖一 - 教授（作曲）、元音楽学部長
- パウル・ショルツ - 東京音楽学校時代の外国人教師（ピアノ）
- レオ・シロタ - 東京音楽学校時代の傭外国人教師（ピアノ）
- 杉山長谷夫 - 東京音楽学校時代の教務嘱託（管弦楽）
- 瀬戸口藤吉 - 東京音楽学校時代の講師（管楽）
- ギヨーム・ソーヴレー - 東京音楽学校時代の外国人教師（唱歌、ピアノ、オルガン、弦楽、管楽、和声法、対位法）
- 薗田誠一 - 東京音楽学校時代の教務嘱託（唱歌）
- 園山民平 - 東京音楽学校時代の授業補助（唱歌）
- 高田信一 - 東京音楽学校時代の教務嘱託（作曲）
- 宅孝二 - 東京音楽学校時代の講師（ピアノ）
- 橘糸重 - 東京音楽学校時代の教授（ピアノ）
- 立松ふさ - 東京音楽学校時代の講師（唱歌）
- 田中千香士 - 教授（ヴァイオリニスト）
- 田中信昭 - 講師（合唱指揮者）
- 田村虎蔵 - 東京音楽学校時代の教授（唱歌）
- 田村宏 - 教授（ピアノ）
- 團伊玖磨 - 東京音楽学校時代の分教場講師（作曲）
- 土田英三郎 - 楽理科教授
- ルドルフ・ディットリヒ - 東京音楽学校時代の傭外国教師（ヴァイオリン、オルガン、ピアノ、作曲）
- 東儀哲三郎 - 東京音楽学校時代の教務嘱託（ヴァイオリン）
- 豊増昇 - 東京音楽学校時代の教授（ピアノ）
- 鳥居維 - 東京音楽学校時代の教授（ヴァイオリン）
- 永井建子 - 東京音楽学校時代の講師（管楽）
- 永井進 - 教授（ピアノ）
- 中田章 - 東京音楽学校時代の教授（オルガニスト）
- 中田一次 - 助教授（作曲）
- 中能島欣一 - 教授（箏曲）
- 沼田園子 - （ヴァイオリニスト）
- マルガレーテ・ネトケ＝レーヴェ - 東京音楽学校時代の傭外国人教師（唱歌）
- 納所弁次郎 - 東京音楽学校時代の講師（作曲、ピアノ、オルガン）
- 野平一郎 - 作曲科教授（作曲家・ピアニスト）
- 信時潔 - 東京音楽学校時代の研究科作曲部教授（音楽理論、チェロ）
- 橋本國彦 - 東京音楽学校時代の教授（作曲）
- 長谷川良夫 - 作曲科教授
- 林康子 - 声楽科教授（ミラノ・スカラ座をはじめ世界の歌劇場で活躍）
- 原田茂生 - 声楽科教授
- 原田潤 - 東京音楽学校時代の助教授（唱歌）
- ウィリー・バルダス - 東京音楽学校時代の外国教師（ピアニスト）
- 畑中良輔 - 声楽科教授（新国立劇場オペラ部門初代芸術監督）
- 服部幸三 - 楽理科教授、元音楽学部長
- 平井康三郎 - 東京音楽学校時代の助教授（作曲）
- 比留間賢八 - 東京音楽学校時代の講師嘱託（チェロ）
- 弘田龍太郎 - 東京音楽学校時代の教授（ピアノ）
- ヘルムート・フェルマー - 東京音楽学校時代の傭外国人教師（作曲）
- 福井直俊 - 教授（ピアノ）、元音楽学部長、元学長
- 船橋榮吉 - 東京音楽学校時代の教授（唱歌、オーボエ）
- クラウス・プリングスハイム - 東京音楽学校時代の傭外国人講師（作曲）
- ハンカ・シェルデルップ・ペツォルト - 東京音楽学校時代の外国教師（独唱歌、ピアノ）
- 宝生九郎重英 - 東京音楽学校時代の邦楽科教授、能楽師
- 細川碧 - 東京音楽学校時代の教授（作曲）
- ローベルト・ポラック - 東京音楽学校時代の傭外国人教師（ヴァイオリン）
- ヘンリー・ホルスト - 客員教授（ヴァイオリニスト）
- 松下修也 - チェロ奏者
- 松本民之助 - 作曲科教授
- 三浦環 - 東京音楽学校時代の助教授（唱歌）
- 水谷達夫 - 教授（ピアノ）
- 南能衛 - 東京音楽学校時代の助教授（楽理）
- 宮城道雄 - 東京音楽学校の教授（箏曲）
- 室井摩耶子 - 東京音楽学校時代の講師（ピアノ）
- 茂木眞理子 - 音楽環境創造科非常勤講師
- アレクサンドル・モギレフスキー - 東京音楽学校時代の傭外国人講師（ヴァイオリニスト）
- 本居長世 - 東京音楽学校時代の助教授（ピアノ）
- 安川加壽子 - 教授（ピアノ）
- 矢田部勁吉 - 教授（声楽）
- 梁田貞 - 東京音楽学校時代の講師（唱歌）
- 山崎伸子 - 器楽科教授（チェロ）
- 山田一雄 - 指揮科教授
- 山田耕筰 - 東京音楽学校時代の授業補助（唱歌）
- 山井基清 - 東京音楽学校時代の分教場講師補助（ヴァイオリン）
- 山本力 - 東京音楽学校時代の助教授（オーボエ）
- 山本邦山 - 教授 （邦楽・尺八奏者）
- 山本正治 - 器楽科教授（クラリネット）
- アウグスト・ユンケル - 東京音楽学校時代の傭外国人教師（ヴァイオリン、ヴィオラ、チェロ、唱歌、作曲、指揮）
- 吉田信太 - 東京音楽学校時代の助教授（唱歌）
- 吉田雅夫 - 教授（フルート奏者）
- チャーレス・ラウトロプ - 東京音楽学校時代の傭外国人教師（管弦楽、合唱、唱歌）
- 若杉弘 - 声楽科教授（指揮者）
- 渡辺健二 - 器楽科教授（ピアノ）

### 大学院映像研究科
- 北野武 - 教授
- 坂元裕二 - 教授

## 著名な卒業生・出身者

### 美術学部

#### 日本画家
- 大矢十四彦
- 大山明彦
- 大山忠作
- 加藤東一
- 加山又造
- 小泉淳作
- 後藤仁
- 佐藤圀夫
- 下村観山（一期生）
- 山田真巳
- 杉山寧
- 鈴木空如
- 千住博
- 髙山辰雄
- 田中一村
- 田渕俊夫
- 永倉江村人
- 長谷川路可
- 馬場良治
- 稗田一穂
- 東山魁夷
- 水島爾保布
- 菱田春草（一期生）
- 平山郁夫
- 松井冬子
- 松田権六
- 守屋多々志
- 横山大観（一期生）
- 安田靫彦
- 山本丘人

#### 洋画家
- 青木繁
- 赤木範陸
- 相笠昌義
- 井手宣通
- 入江観
- 大津英敏
- 大西博
- 岡鹿之助
- 岡本太郎
- 小川游
- 荻須高徳
- 金山平三
- 金子博信
- 絹谷幸二
- 熊谷守一
- 倉田白羊
- 小磯良平
- 小出楢重
- 小松崎邦雄
- 児島虎次郎
- 齋藤芽生
- 佐藤一郎
- 佐伯祐三
- 櫻井慶治
- 真田将太朗
- 白鳥三郎
- 杉全直
- 杉山新樹
- 高橋由一
- 千葉衛
- 友沢こたお
- 野田弘志
- 藤田嗣治
- 藤田吉香
- 前田寛治
- 正宗得三郎
- 森本草介
- 山口薫
- 萬鉄五郎
- 和田義彦
- 辰野登恵子

#### 版画家
- 稲田年行
- 牛玖健治
- 駒井哲郎
- 中林忠良
- 野田哲也
- 萩原英雄
- 浜口陽三
- 浜田知明
- 柳澤紀子
- 山本鼎

#### 彫刻家
- 朝倉文夫
- 岡孝博
- 尾澤正毅
- 保田龍門
- 本山白雲 - 彫塑家
- 板津邦夫
- 伊藤隆道
- 清水九兵衛
- 清水南山 - 彫金家
- 黄土水
- 佐藤忠良
- 澄川喜一
- 高橋英吉
- 高村光太郎
- 舟越桂
- 舟越保武
- 武藤順九
- 若林奮
- 西村公朝
- 籔内佐斗司
- 淀井敏夫
- 加藤昭男
- 黒川晃彦
- 金子篤司
- 大成哲
- 吉水快聞
- 安藤栄作
- 加藤宇章

#### 工芸作家
- 大樋長左衛門
- 板谷波山
- 香取秀真
- 髙橋節郎
- 津田信夫
- 成良仁 - 造形作家でもある。
- 六角紫水
- 宮田亮平
- 吉川水城
- 若杉直美

#### デザイナー
- 石井幹子 - 照明デザイナー
- 川上元美 プロダクトデザイナー
- 桜田秀美 - インダストリアルデザイナー、環境デザイナー
- 佐藤晃一 - グラフィックデザイナー
- 佐藤卓 - グラフィックデザイナー
- 清水慶太 - インテリアデザイナー
- 杉浦康平 - グラフィックデザイナー、ブックデザイナー
- 杉浦非水 - グラフィックデザイナー、多摩美術大学初代学長
- 永井一正 - グラフィックデザイナー
- 福田繁雄 - グラフィックデザイナー
- 松永真 - グラフィックデザイナー
- 服部一成 - グラフィックデザイナー、アートディレクター
- 仲條正義 - グラフィックデザイナー
- タナカノリユキ - アートディレクター
- 石岡瑛子 - グラフィックデザイナー、アートディレクター
- 柳宗理 - プロダクトデザイナー
- 前澤義雄 - 元カーデザイナー
- 高取邦和 - インテリアデザイナー
- 日下弘 - デザイナー、装丁家
- 川上恵莉子 - アートディレクター
- 山本吉男 - プロダクトデザイナー
- 田中一雄 - インダストリアルデザイナー

#### 建築家
- 芦原太郎
- 石上純也（大学院のみ） - 日本建築学会賞作品賞
- 今和次郎
- 乾久美子 - 新建築賞
- 海老原一郎
- 岡見健彦
- 川村純一 - 日本建築学会賞業績賞
- 北川原温 - 日本建築学会賞作品賞、JIA新人賞
- 清家清 - 日本建築学会賞作品賞
- 曽根幸一
- 中川エリカ - 吉岡賞
- 中田千彦 - 日本建築学会賞教育賞
- 中村竜治（大学院のみ）
- 中山英之 - 吉岡賞
- 西澤徹夫
- 福島加津也（大学院のみ） - JIA新人賞
- 堀越英嗣 - 日本建築学会賞業績賞
- 前田茂樹（大学院のみ、中退）- バングラデシュ・サイクロンシェルター国際設計コンペ最優秀賞
- 松岡拓公雄 - 日本建築学会賞業績賞
- 松原弘典　- 日本建築学会賞教育賞、JIAゴールデンキューブ賞
- 峰岸隆（大学院のみ） - 第24回AIAレイノルズ賞受賞
- 宮脇檀 - 日本建築学会賞作品賞
- 元倉眞琴 - 日本建築学会賞作品賞
- 柳澤孝彦 - 日本建築学会賞作品賞
- 山口誠
- 山本圭介
- 山脇巌
- 横内敏人
- ヨコミゾマコト - 日本建築学会賞作品賞
- 吉田五十八
- 吉田桂二 - 日本建築学会賞作品賞
- 吉村順三 - 日本建築学会賞作品賞
- 吉松秀樹 - JIA新人賞
- 六角鬼丈 - 日本建築学会賞作品賞
- 和田順顕

#### 現代美術
- 会田誠
- 榎倉康二
- 小沢剛
- 尾形純
- 加藤翼
- 川俣正
- 日下淳一
- 小谷元彦
- 境貴雄
- 篠原有司男 - 中退
- 曽谷朝絵
- 高松次郎
- 中西夏之
- 中村政人
- 平川滋子
- 日比野克彦
- 保科豊巳
- 宮島達男
- 村上隆 - Kaikai Kiki 主宰
- Yassan - GPS絵画
- 山口晃
- 荒神明香

#### 漫画家
- 安倍吉俊
- 一ノ関圭
- エルド吉水
- 大久保亜夜子
- 岡部冬彦
- カサハラテツロー
- 今日マチ子
- 後藤逸平
- 芝田優作
- 白浜鴎
- 鈴木みそ
- 鈴木祐斗
- 林田球
- 矢萩貴子
- 山科ティナ
- 山口つばさ

#### 諸分野
- 青沼英二 - ゲームデザイナー、任天堂
- あきやまただし - 絵本作家
- 井坂健一郎 - 美術家、山梨大学准教授
- 石川直樹 - 登山家、写真家
- 伊勢谷友介 - 俳優
- 伊藤有壱 - アニメーション作家、映像研究科教授
- 上田高弘 - 美術史家
- 宇都宮徹壱 - 写真家・スポーツライター
- 大崎映晋 - 水中写真家、水中考古学者、中退
- 大村西崖 - 美術史家
- 生頼範義 - イラストレーター、中退
- オクダサトシ - コンドルズ
- 小田部羊一 - アニメーター、任天堂開発アドバイザー
- 鎌倉芳太郎 - 染織家、首里城再建に貢献
- 北川フラム - アートディレクター
- 木下直之 - 美術史家
- 倉田精二 - 写真家
- 黒瀬陽平 - 美術家、批評家
- 香西隆男 - アニメーター
- 小林トミ - 市民運動家、画家
- 近藤啓太郎 - 小説家、芥川賞受賞
- 酒井駒子 - 絵本作家
- 坂崎千春 - 絵本作家、イラストレーター
- 志賀玲太 - ライター、編集者、歌人
- 神野真吾 - キュレーター、美術教育研究者、千葉アートネットワーク・プロジェクト代表
- 洲之内徹 - 作家、美術随筆家、画廊主
- 高橋洋介 - キュレーター
- 滝本誠 - 映画評論家
- タナカノリユキ - アートディレクター
- 田中重久 - 美術史家、中退
- 田中弥生 - 文芸評論家
- 谷野美穂 - アニメーター、キャラクターデザイナー
- 田村吾郎 - アートディレクター、演出家
- 為井英貴 - イラストレーター
- 勅使河原宏 - 華道家、映画監督
- 冨澤有爲男 - 小説家、芥川賞受賞
- 富田至誠 - 美術教師
- 冨成忠夫 - 植物写真家、洋画家
- 丹生谷貴志 - 文芸評論家
- 橋爪節也 - 美術史家
- 長谷川祐子 - キュレーター
- ひこねのりお - イラストレーター
- 藤枝晃雄 - 美術評論家
- 藤原新也 - 写真家
- 布施英利 - 批評家
- 古川隆久 - 陶芸家
- 前田正博 - 陶芸家
- 増岡弘 - 声優、中退
- 増村紀一郎 - 漆芸家、人間国宝
- 増山麗奈 - 画家、パフォーマー、作家、市民活動家、ジャーナリスト、映画監督、中退
- 真瀬宏子 - 栃木県野木町長
- マッド・アマノ - パロディスト
- 松本筑峯 - 現代破体書道の第一人者
- 村田朋泰 - 映像作家
- 森田義之 - 美術史家
- 森雅裕 - 推理作家、江戸川乱歩賞受賞
- 森康二 - アニメーター
- 箭内道彦 - コピーライター
- 矢吹公郎 - アニメーション演出家
- 山口泉 - 小説家
- 山口はるみ - イラストレーター
- 山本勉 - 美術史家
- 横川寛人 - 映画監督
- 米倉迪夫 - 美術史家
- 若桑みどり - 美術史家
- 和田加奈子 - 歌手

### 音楽学部

#### 演奏家
- 久野久 - ピアニスト、日本初の「ピアニスト」
- 園田高弘 - ピアニスト
- 浅井芳子 - ピアニスト、滋賀大学名誉教授
- 石井永子 - ピアニスト、鳴門教育大学名誉教授、元徳島県教育委員会委員長
- 犬伏純子 - ピアニスト、滋賀大学名誉教授
- 井下洋子 - ピアニスト、広島文化学園大学教授、元徳島文理大学教授
- 岩下智子 - フルート奏者
- 尾花輝代充 - ヴァイオリニスト
- 甲斐道雄 - フルート奏者
- 中野富雄 - フルート奏者
- 柏木広樹 -　チェロ奏者
- 片岡みどり - ピアニスト
- 金子飛鳥 -  ヴァイオリニスト
- 上尾直毅 - 古楽鍵盤奏者
- 窪田健志 - 打楽器奏者
- 黒木岩寿 - コントラバス奏者
- 黄原亮司 -　チェロ奏者
- 小湊昭尚 - 尺八奏者
- 太田沙耶 - ピアニスト
- 小山実稚恵 - ピアニスト
- 斎藤雅広 - ピアニスト
- 榊原大 - ピアニスト
- 坂本真由美 - ピアニスト
- 塩谷哲 - ピアニスト
- 仙波清彦 - 打楽器奏者・作曲家
- 曽我部清典 - トランペット奏者
- 須川展也 - サクソフォーン奏者
- 杉谷昭子 - ピアニスト
- 舘野泉 - ピアニスト
- 千々岩英一 - ヴァイオリニスト
- 津留崎直紀 - チェロ奏者
- 外山啓介 - ピアニスト
- NAOTO - ヴァイオリニスト
- 奈良希愛 - ピアニスト、国立音楽大学准教授
- 沼田宏行 - ピアニスト
- 根本雄伯 - ホルン奏者
- 葉加瀬太郎 - ヴァイオリニスト
- 服部恵 - 打楽器奏者
- 藤原道山 - 尺八奏者
- 弓代星空（旧芸名・ヒカリト） - ヴァイオリニスト、ヴィジュアル系バンドAIOLINメンバー
- フジ子・ヘミング - ピアニスト
- 本田聖嗣 - ピアニスト
- 真部裕 - ヴァイオリニスト
- 佐藤久成 - ヴァイオリニスト
- 小串俊寿 - サクソフォーン奏者
- OKI - ミュージシャン・トンコリ奏者
- Mariko - チェロ奏者、クラシカルバンドVanilla Mood
- yumi - フルート奏者
- 村山勝美 - ヴィオラ奏者
- 室井摩耶子 - 日本最高齢ピアニスト
- 森山威男 - ジャズドラマー
- 牛渡克之 - ユーフォニアム奏者
- 福田久博 - ユーフォニアム奏者
- 三宅孝典 - ユーフォニアム奏者
- 竹内愛 - ヴァイオリニスト、高嶋ちさ子 12人のヴァイオリニスト
- MALTA - サクソフォーン奏者
- 若林顕 - ピアニスト
- 市原満 - オーボエ奏者
- 中根庸介 - オーボエ奏者
- 大和田雅洋 - サクソフォーン奏者
- 熊田為宏 - フルート奏者
- 上野由恵 - フルート奏者
- 植草ひろみ - チェリスト
- 深山尚久 - ヴァイオリニスト
- 澤田柳吉 - ピアニスト
- 東佳樹 - ドラマー、打楽器奏者
- 村石雅行 - ドラマー
- 石若駿 - ドラマー
- 松下修也 - チェロ奏者
- 宮崎賀乃子 - チェンバロ奏者
- 大塚直哉 - チェンバロ奏者
- 伊藤圭 - クラリネット奏者
- 有馬理絵 - クラリネット奏者
- 芳賀史徳 - クラリネット奏者
- 森武大和 - コントラバス奏者
- 生沼晴嗣 - ヴィオラ奏者
- 沼田園子 - ヴァイオリニスト
- 島田真千子 - ヴァイオリニスト
- 柳澤良音 - ヴァイオリニスト
- 中村仁樹 - 尺八演奏家
- 上野耕平 - サクソフォーン奏者
- 豊田貴志 - ヴァイオリニスト、中退
- 新井智恵 - 生田流箏曲・三絃・十七絃演奏者
- 長須与佳 - 琴古流尺八・薩摩琵琶奏者
- 吉永真奈 - 生田流箏曲・地歌三味線演奏家
- 石井琢磨 - ピアニスト
- 松木さや - フルート奏者
- 柳原佑介 - フルート奏者
- 岡原慎也 - ピアニスト、大阪音楽大学特別教授、名誉教授
- 長岡慎 - ホルン奏者
- 真下惇至 - ホルン奏者
- 近藤由貴 - ピアニスト

#### 声楽家
- 榛葉昌寛
- 藤山一郎
- 成田英文
- 二葉あき子
- 井上ゆかり
- 井上芳雄
- 長門美保
- 安田祥子
- 大貫裕子
- 大野徹也
- 大村博美
- 木川田澄
- 木川田誠
- 薦田義明
- 斉田正子
- 佐藤千夜子
- 松原操
- 森麻季
- 渡辺馨
- 鈴木慶江
- 鳴海真希子
- 高野二郎
- 望月哲也
- 山路芳久
- 加賀ひとみ
- 黒田博
- 小森輝彦
- 佐藤光政
- 立川清登
- 徳山璉
- 田大成
- 吉岡小鼓音
- 吉江忠男
- 三浦環
- 河井英里
- 宮本益光
- 若井健司
- 佐々木襄
- 坂本朱
- 佐藤陽三
- 松藤夢路
- 笹田和子
- 倉石真
- 小野弘晴
- 東敦子
- 池田明良
- 村田健司
- 田原祥一郎
- 池田弘子
- 種井静夫
- 常森寿子
- 城間繁
- 佐藤直幸
- 鷲尾麻衣
- 森野美咲
- 井口理
- 翠千賀
- 松原凜子
- 横井輝男
- 渡辺葉子

#### 作曲家
- 芥川也寸志
- 朝川朋之
- 石毛里佳
- 岩河三郎
- 池辺晋一郎
- 岩井直溥
- 岩崎琢
- 岩代太郎
- 遠藤雅夫
- 大熊崇子
- 大田桜子
- 大中恩
- 岡田加津子
- 岡野貞一
- 奥慶一
- 尾高惇忠
- 小野崎孝輔
- 書上奈朋子
- 加古隆
- 亀山耕一郎
- 川井学
- 川崎絵都夫
- 川﨑龍
- 川島素晴
- 川村結花
- 眼龍義治
- 菅野由弘
- 菊池幸夫
- 北爪道夫
- 木下牧子
- 黒澤吉徳
- 越部信義
- 国枝春恵
- 慶野由利子
- 糀場富美子
- 小櫻秀樹
- 小松耕輔
- 小六禮次郎
- 近藤譲
- 佐井孝彰
- 斉藤恒芳
- 斎藤ネコ
- 三枝成彰
- 榊原大
- 坂本龍一
- 佐藤眞
- 佐橋俊彦
- 佐原詩音
- 篠原眞
- 加羽沢美濃
- 杉本竜一
- 鈴木英史
- 千住明
- たかしまあきひこ
- 田頭勉
- 高田信一
- 高田龍一
- 高橋裕
- 瀧廉太郎
- 田口寛
- 田中公平
- 團伊玖磨
- 千原英喜
- 塚田良平
- 土田英介
- 寺島尚彦
- 土肥泰
- 外山雄三
- 長生淳
- 中川幸太郎
- 中田喜直
- 中田直宏
- なかにしあかね
- 中村暢之
- 中山晋平
- 夏田昌和
- 成田為三
- 西村朗
- 新実徳英
- 野田暉行
- 萩京子
- 八村義夫
- 濱渦正志
- 林光
- 坂東祐大
- 平井康三郎
- 平吉毅州
- 深海善次
- 福田和禾子
- 松岡あさひ
- 松岡貴史
- 松岡みち子
- 松尾早人
- 松下功
- 松島彜
- 松宮圭太
- 松本直祐樹
- 間宮芳生
- 黛敏郎
- 丸山和範
- 三木稔
- 水野康孝
- 水野修孝
- 溝口肇
- 南聡
- 南弘明
- 宮川彬良
- 宮川慎一郎
- 名田綾子
- 茂木眞理子
- 望月京
- 本居長世
- 諸井誠
- 矢代秋雄
- 梁田貞
- 山内雅弘
- 山岡晃
- 山口健作
- 山田泉
- 山田耕筰
- 山田真由美
- 山本直純
- 山本裕之
- 唯是震一
- 吉田信太
- 洪蘭坡 - 朝鮮の作曲家

#### 指揮者
- 石川征太郎
- 岩城宏之
- 宇宿允人
- 遠藤雅古
- 大井剛史
- 大野和士
- 垣内悠希
- 上岡敏之
- 川本貢司
- 金昌国
- 黒川和伸
- 現田茂夫
- 小泉和裕
- 小林研一郎
- 榊原徹
- 佐藤功太郎
- 佐藤迪
- 佐藤正浩
- 汐澤安彦
- 田中信昭
- 田中良和
- 外山雄三
- 福永陽一郎
- 藤井宏樹
- 堀俊輔
- 松尾葉子
- 三ツ橋敬子
- 宮松重紀
- 三宅洋一郎
- 村方千之
- 村川千秋
- 矢崎彦太郎
- 八尋和美
- 山田一雄
- 山田和樹
- 山田耕筰
- 山本直純
- 若杉弘
- 渡邉暁雄
- 鈴木竜哉

### 諸分野
- 野村拳之介- 狂言師
- 安崎求 - 俳優、演出家、歌唱指導
- 芦野宏 - シャンソン歌手
- 安西愛子 - 元自由民主党参議院議員
- 井口理 - King Gnuボーカル、キーボード
- 石丸幹二 - 俳優、歌手
- 井上智恵 - ミュージカル女優、元劇団四季所属
- 井上芳雄 - ミュージカル俳優
- 岩城あさみ - ミュージカル俳優、劇団四季所属
- 上原理生 - ミュージカル俳優
- 内海雅智 - ミュージカル俳優、劇団四季所属
- 王馬熙純 - 料理研究家
- 大賀典雄 - 実業家、ソニー名誉会長、指揮者
- 小田朋美 - CRCK/LCKSボーカル、キーボード
- 鬼澤修 - 実業家、ジョナサン社長
- 織笠里佳子 - 俳優
- 笠松はる - ミュージカル女優、元劇団四季所属
- 三代目貴音三郎助 - 長唄唄方
- 岸洋子 - シャンソン歌手
- 楠木繁夫 - 歌手
- 栗山絵美 - 女優
- 近藤きらら - ミュージカル俳優、劇団四季所属
- 貞松響 - ミュージカル俳優、劇団四季所属
- 佐野正幸 - ミュージカル俳優、劇団四季所属
- 沢知恵 - 歌手
- 志村幸美 - ミュージカル俳優
- しゅうさえこ - 『おかあさんといっしょ』14代目歌のお姉さん
- 白石美雪 - 現代音楽評論家、武蔵野美術大学教授
- 鈴木陽斗実 - 声優、「NOW ON AIR」メンバー
- 平良交一 - ミュージカル俳優、オペラ歌手、劇団四季所属
- 高井治 - ミュージカル俳優、劇団四季所属
- 高野紀子 - 音楽学者
- 田代明 - 女優、「劇団4ドル50セント」所属
- 田代万里生 - テノール歌手、ミュージカル俳優、ホリプロ所属
- 塚本江里子 - ソプラノ歌手、BSフジ『beポンキッキーズ』うたのおねえさん
- 土居愛実 - ミュージカル俳優
- 土居裕子 - 女優
- 戸田忠義 - 政治家、尋常小学校教員
- 常磐津文字兵衛 (5代目) - 常磐津三味線演奏家、東京芸術大学講師
- 常磐津兼太夫 (7代目) - 常磐津浄瑠璃演奏家
- 中原美紗緒 - シャンソン歌手
- 中村美亜 - 音楽学者、性科学者、九州大学芸術工学研究院准教授
- 成田ハネダ - パスピエキーボード
- 沼尾みゆき - ミュージカル女優、元劇団四季所属
- 十四世野村又三郎 - 能楽師狂言方
- 野村萬斎 - 狂言師
- 華恵 - エッセイスト、モデル
- 花岡久子 - ミュージカル女優
- 林アキラ - NHK『おかあさんといっしょ』6代目歌のお兄さん、ミュージカル俳優、エレクトーン奏者
- 林田理沙 - NHKアナウンサー
- 早水小夜子 - ミュージカル女優、劇団四季所属
- 福王和幸 - ワキ方福王流能楽師
- 福嶋麻衣子 - ライブハウス経営者、音楽プロデューサー、実業家
- 藤沢嵐子 - タンゴ歌手
- 松熊由紀 - 『おかあさんといっしょ』11代目歌のお姉さん
- 松下武史 - ミュージカル俳優、劇団四季所属
- 光田健一 - 作編曲家、シンガーソングライター、ピアニスト
- 森瑤子 - 小説家
- 矢向正人 - 九州大学准教授、音楽学者
- 安田伸 - 作曲家、舞台俳優
- 山家望 - 作家
- 山崎正 - 作詞家（春日八郎『お富さん』、三橋美智也『前橋音頭』など）
- 山田充人 - ミュージカル俳優、演出家
- 山井基清 - 雅楽師、ヴァイオリニスト、作曲家
- 吉武大地 - バリトン歌手

### 映像研究科

#### 映画専攻
- 飯岡幸子 - 映画カメラマン、『偶然と想像』
- 五十嵐耕平 - 監督、『息を殺して』
- 池田千尋 - 監督、『東南角部屋二階の女』
- 大石三知子 - 脚本、『東南角部屋二階の女』
- 加藤直輝 - 監督、『アブラクサスの祭』
- 坂下雄一郎 - 監督、『らくごえいが』
- 瀬田なつき - 監督、『嘘つきみーくんと壊れたまーちゃん』
- 竹内里紗 - 監督、『みつこと宇宙こぶ』
- 田中幸子 - 脚本、『夏の旅』
- 田中雄之 - 企画、『らくごえいが』
- 長島一由 - 監督、元逗子市長、元衆議院議員、『The Calling -神様から与えられたお仕事-』
- 月川翔 - 監督、『みんな!エスパーだよ!』
- 濱口竜介 - 監督、『ドライブ・マイ・カー (映画)』第94回アカデミー賞国際長編映画賞
- 船曳真珠 - 監督、『携帯彼氏』
- 真利子哲也 - 監督、『イエローキッド』
- 森永泰弘 - サウンドデザイン/音楽、『恋の罪』『孤独な惑星』

#### アニメーション専攻
- 見里朝希 - 監督、『PUI PUI モルカー』
- 牧野惇 - 映像作家

#### メディア映像専攻
- 山内祥太 - アーティスト
- 布施琳太郎 - アーティスト
- 青柳菜摘 - 詩人、だつお
- 柴田聡子 - ミュージシャン、詩人
- 古澤龍 - 映像作家
- 田村友一郎 - アーティスト
- 小林颯 - アーティスト
- 高見澤峻介 - アーティスト
- 永田風薫 - 音楽家、アーティスト
- 宇佐美奈緒 - アーティスト

## 関連人物
- 岡倉天心 - 創設者
- アーネスト・フェノロサ - 創設者、美術史家